# Дом и школа
Дом и школа је био часопис за васпитање школске омладине који је од 1904. до 1907. излазио у Београду. 

## Историјат
Издавач је било Професорско друштво. Лист је излазио два пута месечно током школске године. Власници су били Мирко М. Поповић и Миливој Јовановић (1904-05), Петар А. Типа (1905-06) и Сава Антоновић (1907). Уредник је првобитно био Миливој Јовановић (1904-06), а потом Драгутин Костић (1907). Претплата је износила 5 динара годишње или 6 круна за иностранство.
Са бројем 18 (1906) часопис је привремено престао да излази. Поново је покренут одлуком Збора Професорског друштва. У броју 1/2 (1907) уредништво обавештава читаоце да ће Дом и школа излазити у две књиге. Прва књига од јануара имаће 12 бројева, а друга књига од септембра до децембра 8 бројева. Међутим, због финансијских потешкоћа часопис је престао да излази.
Сарадници ове публикације били су: Радоје Домановић, Симо Матавуљ, Велимир Рајић, Бора Станковић, Милутин Ускоковић и Лујо Војновић. Сарадници на уређивању: др Светозар М. Марковић, Мирко М. Поповић и Лука Зрнић.